# Ripeacma
Ripeacma is een geslacht van vlinders van de familie sikkelmotten (Oecophoridae).

## Soorten
- R. nangae Moriuti, Saito & Lewvanich, 1985
- R. yaiensis Moriuti, Saito & Lewvanich, 1985